# Championnats d'Europe de karaté 2016
Navigation
Édition précédente Édition suivante
La 51e édition des championnats d'Europe de karaté 2016 se déroule du 5 au 8 mai 2016 à l'Arena de Montpellier, en France. La Fédération française de karaté et disciplines associées et la Fédération européenne de karaté (EKF) organisent cette édition. 

## Podiums masculins

### Individuel
| Épreuve       | Or                             | Argent             | Bronze                             |
| ------------- | ------------------------------ | ------------------ | ---------------------------------- |
| Kata          | Damián Hugo Quintero Capdevila | Vu Duc Minh Dack   | Roman Heydarov Mattia Busato       |
| Kumite -60 kg | Matías Gómez García            | Aykut Kaya         | Emil Pavlov Marko Antić            |
| Kumite -67 kg | Steven Da Costa                | Gianluca De Vivo   | Yves-Martial Tadissi Jordan Thomas |
| Kumite -75 kg | Rafael Ağayev                  | Erman Eltemur      | Rene Smaal Logan Da Costa          |
| Kumite -84 kg | Uğur Aktaş                     | Meris Muhović      | Noah Bitsch Geórgios Tzános        |
| Kumite +84 kg | Jonathan Horne                 | Stefano Maniscalco | Enes Erkan Salim Bendiab           |

### Par équipes
| Épreuve | Or | Argent                                                                                                   | Bronze |
| ------- | --- | --- | --- |
| Kata    | France Ahmed Zemouri Lucas Jeannot Enzo Montarello                                                               | Espagne Francisco José Salazar Jover José Manuel Carbonell Lopez Damian Hugo Quintero Capdevila          | Turquie Firket Yilmaz Osman Evin Mehmet Yakan Croatie Ivan Ermenc Damjan Padovan Tomislav Stolar |
| Kumite  | France Corentin Séguy Kenji Grillon Lonni Boulesnane Logan Da Costa Marvin Garin Jessie Da Costa Steven Da Costa | Turquie Samet Develi Gokhan Gunduz Ridvan Kaptan Erman Eltemur Enes Erkan Uğur Aktaş Alparslan Yamanoglu | Serbie Mihajlo Josipovic Dejan Cvrkota Danilo Jeknic Bogdan Trikos Aleksandar Sestakov Slobodan Bitević Stefan Joksic Portugal Miguel Diz Helio Hernandez Nuno Mestre Nuno Moreira Hugo Pina Filipe Reis Tomas Silva |

## Podiums féminins

### Individuel
| Épreuve       | Or                   | Argent             | Bronze                                   |
| ------------- | -------------------- | ------------------ | ---------------------------------------- |
| Kata          | Sandra Sánchez       | Sandy Scordo       | Dilara Bozan Viviana Bottaro             |
| Kumite -50 kg | Alexandra Recchia    | Serap Özçelik      | Jelena Milivojčević Mariya Koulinkovitch |
| Kumite -55 kg | Sara Cardin          | Anzhelika Terlyuga | Büşra Tosun Cristina Ferrer Garcia       |
| Kumite -61 kg | Lucie Ignace         | Merve Çoban        | Ana Lenard Jovana Preković               |
| Kumite -68 kg | Elena Quirici        | Alisa Buchinger    | Sherilyn Wold Johanna Kneer              |
| Kumite +68 kg | Anne-Laure Florentin | Helena Kuusisto    | Dragana Konjevic Maša Martinović         |

### Par équipes
| Épreuve | Or                                                                       | Argent                                                          | Bronze |
| ------- | ------------------------------------------------------------------------ | --------------------------------------------------------------- | --- |
| Kata    | Espagne Paula Rodriguez Nieto Gema Morales Ozuna Margarita Morata Martos | Allemagne Jasmin Bleul Christine Heinrich Sophie Wachter        | Italie Michela Pezzetti Sara Battaglia Viviana Bottaro Turquie Gizem Sahin Rabia Kusmus Dilara Bozan                                  |
| Kumite  | Azerbaïdjan Iryna Zaretska Ilaha Gasimova Nurana Aliyeva Farida Abiyeva  | Croatie Anamarija Celan Bujas Ana Lenard Azra Sales Ivona Tubić | Turquie Busra Tosun Merve Çoban Serap Özçelik Busra Seyda Turan France Nadège Ait-Ibrahim Lucie Ignace Alexandra Recchia Alizée Agier |

## Tableau des médailles
Pays organisateur 
| Rang  | Nation             | Or | Argent | Bronze | Total |
| ----- | ------------------ | -- | ------ | ------ | ----- |
| 1     | France             | 6  | 2      | 3      | 11    |
| 2     | Espagne            | 4  | 1      | 1      | 6     |
| 3     | Azerbaïdjan        | 2  | 0      | 1      | 3     |
| 4     | Turquie            | 1  | 5      | 6      | 12    |
| 5     | Italie             | 1  | 2      | 3      | 6     |
| 6     | Allemagne          | 1  | 1      | 2      | 4     |
| 7     | Suisse             | 1  | 0      | 0      | 1     |
| 8     | Croatie            | 0  | 1      | 3      | 4     |
| 9     | Autriche           | 0  | 1      | 0      | 1     |
| 9     | Bosnie-Herzégovine | 0  | 1      | 0      | 1     |
| 9     | Finlande           | 0  | 1      | 0      | 1     |
| 9     | Ukraine            | 0  | 1      | 0      | 1     |
| 13    | Serbie             | 0  | 0      | 4      | 4     |
| 14    | Pays-Bas           | 0  | 0      | 2      | 2     |
| 15    | Biélorussie        | 0  | 0      | 1      | 1     |
| 15    | Bulgarie           | 0  | 0      | 1      | 1     |
| 15    | Grande-Bretagne    | 0  | 0      | 1      | 1     |
| 15    | Grèce              | 0  | 0      | 1      | 1     |
| 15    | Macédoine du Nord  | 0  | 0      | 1      | 1     |
| 15    | Monténégro         | 0  | 0      | 1      | 1     |
| 15    | Portugal           | 0  | 0      | 1      | 1     |
| Total | Total              | 16 | 16     | 32     | 64    |